# Ted Vizard
Edward « Ted » Vizard (né le 7 juin 1889 - mort le 25 décembre 1973) est un footballeur international gallois qui est devenu manager. Il a passé la plus grande partie de sa carrière de joueur aux Bolton Wanderers.
Vizard rejoint les Bolton Wanderers en septembre 1910 de Barry Town, et fait ses débuts avec le club plus tard dans l'année. Dès cette année-là, il reste à son poste dans l'équipe 18 saisons de suite et est un titulaire indiscutable. Au total, il joue 512 matchs et marque 70 buts.
Durant sa période à Bolton, il dispute les finales des Coupe d'Angleterre 1923, 1926 et 1929, toutes remportées. Il reste dans l'équipe jusqu'en 1931 lorsqu'il se retire à l'âge de 41 ans, devenant le joueur le plus âgé ayant joué pour le club, record battu en 1995 par Peter Shilton.
Il est l'un des onze joueurs à avoir été placé dans le Hall of Fame de Bolton Wanderers en 2002.
Vizard a été sélectionné à 22 reprises pour l'équipe du pays de Galles de football.